# کیمبرلی کین
کیمبرلی کین (انگلیسی: Kimberly Kane؛ زاده ۲۸ اوت ۱۹۸۳) بازیگر و کارگردان پورنوگرافی اهل ایالات متحده آمریکا است.